# Епархия Майсура
Епархия Майсура (лат. Dioecesis Mysuriensis) — епархия Римско-Католической церкви c центром в городе Майсур, Индия. Епархия Майсура входит в митрополию Бангалора. Кафедральным собором епархии Майсура является церковь святого Иосифа.

## История
В 1850 году Святой Престол учредил апостольский викариат Майсура, выделив его из апостольского викариата Мадуры и побережья Коромандела (сегодня — Епархия Тируччираппалли). Попечение над апостольским викариатом Майсура было поручено Парижскому обществу заграничных миссий.
1 сентября 1886 года Римский папа Лев XIII выпустил буллу Humanae salutis, которой преобразовал апостольский викариат Майсура в епархию.
В следующие годы епархия Майсура передала часть своей территории в пользу возведения новых церковных структур:
- 12 июня 1923 года — епархии Каликута;
- 26 мая 1930 года — епархии Салема;
- 13 февраля 1940 года — епархии Бангалора (сегодня — Архиепархия Бангалора);
- 3 июля 1955 года — епархии Утакамунда;
- 16 ноября 1963 года — епархии Чикмагалура.

## Ординарии епархии
- епископ Etienne-Louis Charbonnaux (3.04.1850 — 23.06.1873);
- епископ Joseph-Auguste Chevalier (11.11.1873 — 25.03.1880);
- епископ Jean-Yves-Marie Coadou (20.08.1880 — 14.09.1890);
- епископ Eugène-Louis Kleiner (14.09.1890 — 2.06.1910);
- епископ Augustin-François Baslé (2.06.1910 — 13.09.1915);
- епископ Hippolyte Teissier (4.09.1916 — 26.02.1922);
- епископ Maurice-Bernard-Benoit-Joseph Despature (21.06.1922 — 13.02.1940) — назначен епископом Бангалора;
- епископ René-Jean-Baptiste-Germain Feuga (3.04.1941 — 20.11.1962);
- епископ Sebastião Francisco Mathias Fernandes (16.11.1963 — 9.05.1985);
- епископ Francis Michaelappa (22.12.1986 — 17.03.1993);
- епископ Joseph Roy (19.12.1994 — 12.02.2003);
- епископ Thomas Vazhapilly (12.02.2003 — 25.01.2017, в отставке);
- епископ Kannikadass William Antony (25.01.2017 — 13.01.2024, в отставке);
  - епископ Bernard Blasius Moras (7.01.2023 — 15.08.2025 — апостольский администратор);
- епископ Francis Serrao, S.I. (15.08.2025 — по настоящее время).

## Источник
- Annuario Pontificio, Ватикан, 2007
- Булла Humanae salutis  (итал.)